# نوریتا اوچیای
نوریتا اوچیای (ژاپنی: 落合 徳太؛ زادهٔ ۲ سپتامبر ۱۹۸۰) یک بازیکن فوتبال اهل ژاپن است.
از باشگاه‌هایی که در آن بازی کرده‌است می‌توان به باشگاه فوتبال آویسپا فوکوئوکا اشاره کرد.